# 누비자

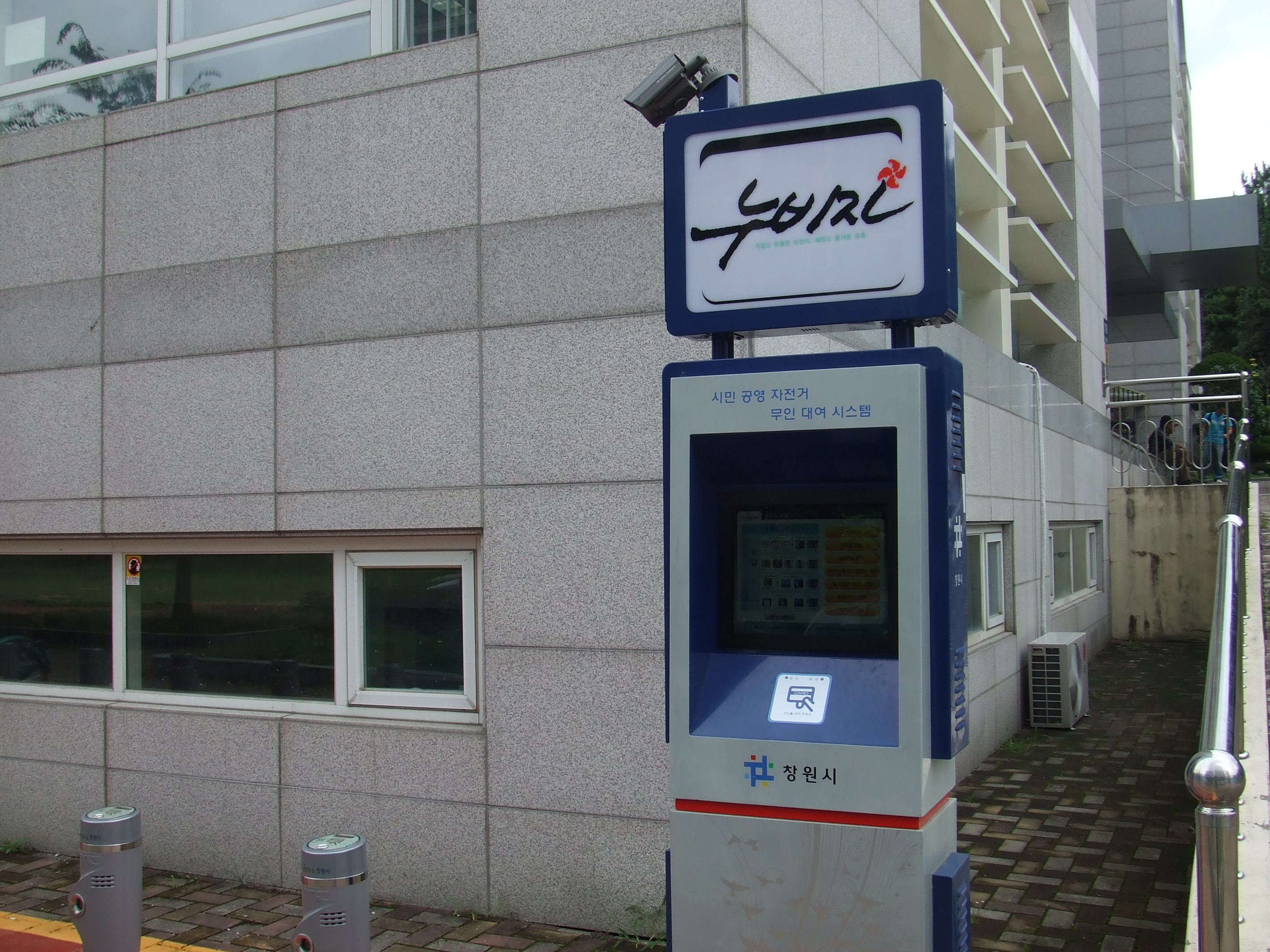
누비자 키오스크

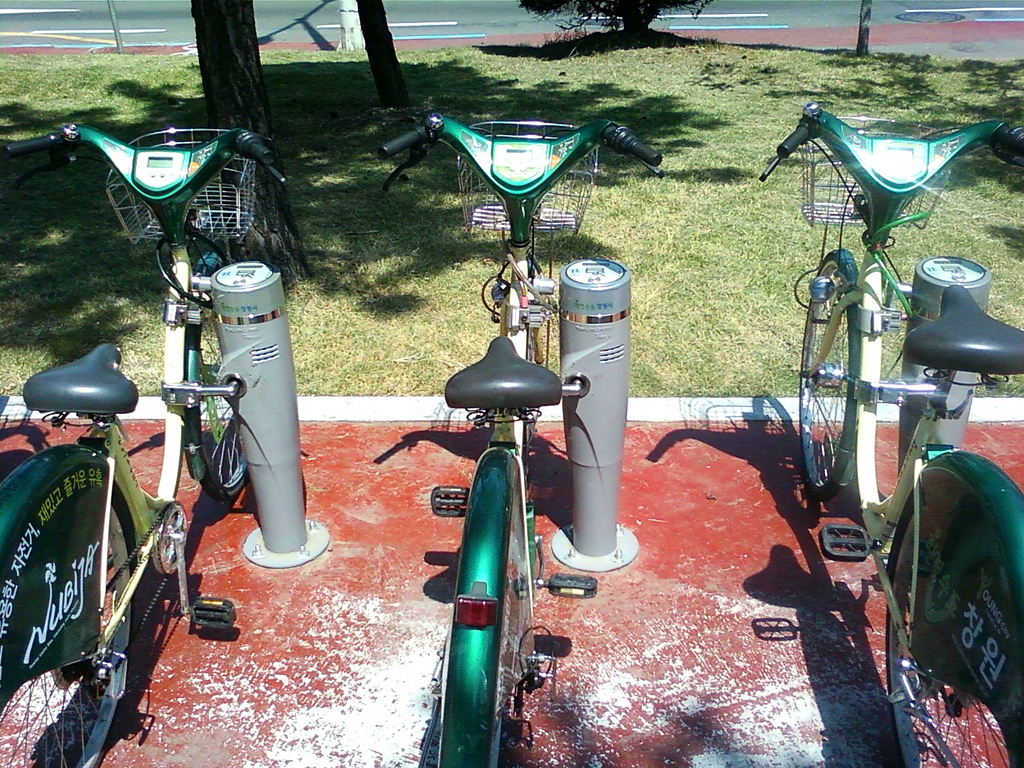
누비자 자전거

누비자(NUBIJA, Nearby Useful Bike, Interesting Joyful Attraction)는 창원시가 운영하는 무인대여 공영 자전거이다. 명칭은 시민을 상대로 한 공모를 통해 선정되었는데, ‘누비다’와 ‘자전거’의 합성어이다. 2011년 8월 현재 자전거를 대여하는 225곳의 무인 터미널이 창원시 전역에 설치되어 있다. 누비자의 회원은 2010년 7월 22일 기준 총 5만7625명이며, 일일 평균 8500여 회가 이용되고 있다. 2010년 1월부터 창원경륜공단이 운영을 맡고 있다.
또한 통합시 출범에 맞춰 출범 이후, 마산과 진해 지역에도 자전거 도로 개설을 추진하고 이 지역에도 누비자 시스템을 전면 도입하기로 하면서 기존 창원시 뿐만이 아닌 통합 창원시에 해당하는 전 지역이 이 혜택을 받을 수 있게 되었다.

## 누비자의 특징
누비자 자전거는 7단 변속기를 탑재하고, 자전거 분실 등을 방지하기 위해 위치 추적이 가능한 GPS(위성 항법 장치)를 도입하였으나 사용요금 부담으로 인해 운영이 중단되었다.
초기에 도입한 자전거는 중국에서 기본 자전거를 수입해 각종 부품을 장착한 것이었는데, 무게가 20kg로 무겁고 고장이 잦아 국산으로 교체할 계획을 세웠고 마침내 2010년 7월부터 삼천리자전거와 창원시가 공동 개발한 새로운 자전거를 도입했다.
새 자전거는 내구성 강화를 위해 프레임을 고급 알루미늄 합금 소재로 제작하고 프레임 직경을 기존 55mm에서 57mm로 키우고, 펑크 방지를 위해 전기자전거용 광폭 타이어를 장착했으며, 알루미늄 페달을 달아 미끄럼 방지 기능을 강화했다. 야간 전방 시야 확보를 위해 일반형 전조등을 LED 듀얼 전조등으로 교체했고, LED 후미 점멸등을 부착했다. 후미 점멸등은 누비자 주행 시 자체 생산되는 전력을 이용하는 것으로, 국내 최초 개발한 것이다.
터미널에 자전거가 없어 이용을 못 하는 경우를 막기 위해 운반 트럭을 이용해 자전거가 많은 터미널에서 부족한 터미널로 누비자를 배분하고 있다.

## 이용 방법
누비자를 이용하기 위해서는 만 15세 이상이어야 하며, 마이비, 캐시비 카드나사랑 ’(신용카드, 체크카드 두 종류가 있음)가 필요하다. 마이비, 캐시비 카드 소지자는, 누비자 홈페이지나 시청 또는 읍·면·동 사무소를 방문 후 신청서를 작성해 가입을 신청한 다음 가까운 누비자 터미널에 등록하면 누비자를 이용할 수 있다.
마이비, 캐시비 카드가 없다면 경남은행 지점을 통해 ‘자전거 사랑 카드’를 발급받은 다음, 홈페이지나 누비자 터미널에서 이용료를 결제하면 이용할 수 있다.
관내 외국인은 외국인등록증을 소유했다면 운영센터를 직접 방문해 회원가입을 하면 이용할 수 있다.
1일권 이용자(비회원)은 터미널에 마련된 키오스크(kiosk)에서 ‘1일 이용권 서비스 가입’ 버튼을 눌러 즉석에서 요금을 결제하면 이용할 수 있다.
이용을 마치려면 자전거를 터미널의 보관대에 갖다놓으면 자동으로 반납 처리된다.

## 이용 요금
누비자는 아래 표와 같이 가입기간별로 회원비가 각각 다르게 책정되어 있으며, 회원과 비회원은 대여 후 90분까지는 무료로 이용할 수 있으나, 초과할 경우 30분당 회원은 500원, 비회원은 1,000원이 부과된다. 1회 최대 대여시간인 3시간을 초과할 경우 이용에 제한이 있다. (반납하면 재사용 가능) 특히 비회원은 초과 시 60만원이 추가 과금되며, 자전거를 반납하면 반환된다.
| 기간 | 연회원 (365일) | 반기회원(180일) | 월회원 (30일) | 주회원 (7일) | 관광객용 (1일) |
| ---- | -------------- | --------------- | ------------- | ------------ | -------------- |
| 요금 | 30,000원       | 18,000원        | 4,000원       | 2,000원      | 1,000원        |